# تلیله نوک‌پهن

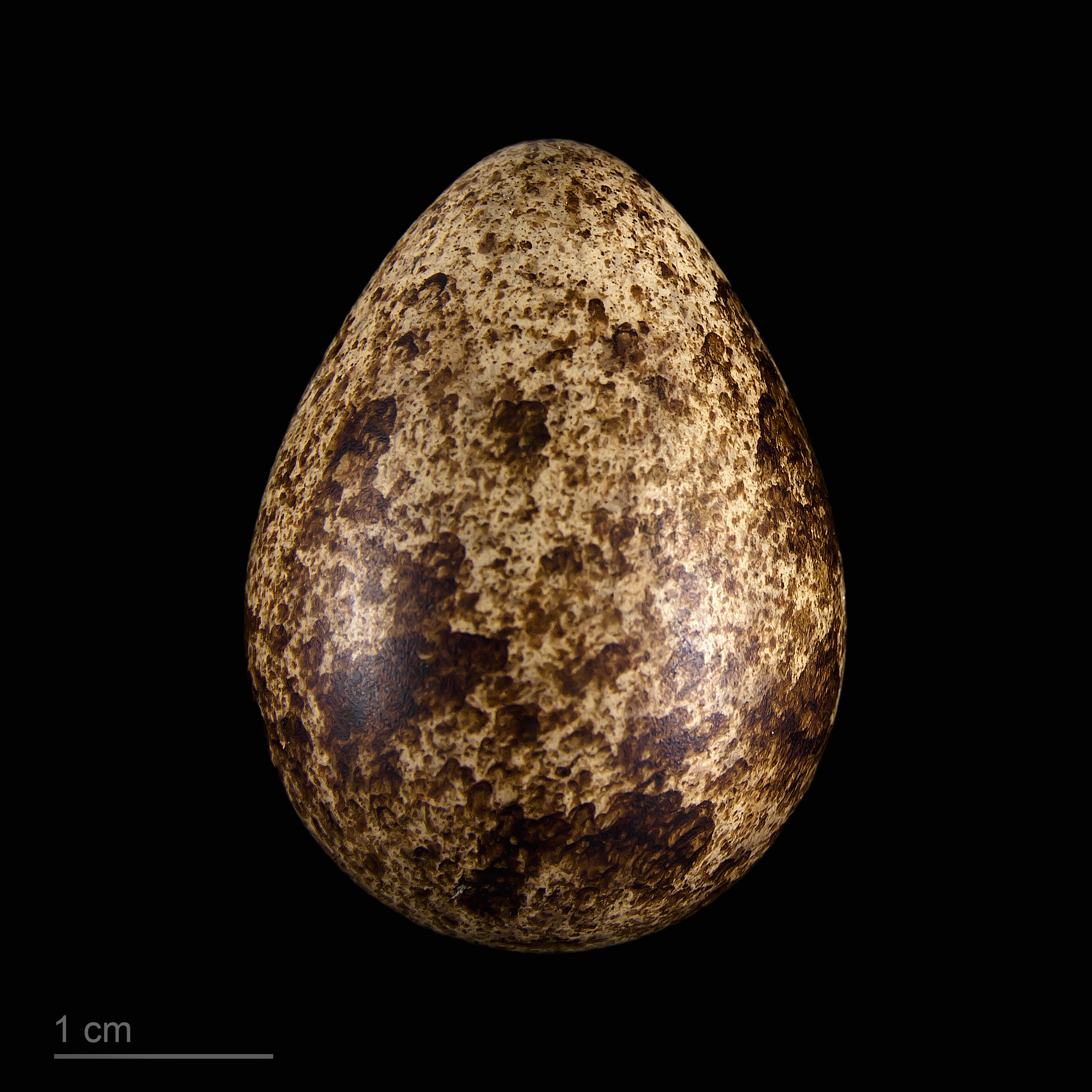
Limicola falcinellus falcinellus

تلیله نوک‌پهن (نام علمی: Calidris falcinellus) نام یک گونه از تیره آبچلیک است.